# 1ª Brigata aerea "operazioni speciali"
La 1ª Brigata aerea "Operazioni speciali" è una grande unità dell'Aeronautica Militare, che integra aviomezzi per il trasporto tattico e truppe paracadutiste e aviotrasportate, con il compito di gestire il settore delle forze speciali e delle forze di protezione della forza armata.

## Storia
La 1ª Brigata aerea "Operazioni speciali", intitolata al tenente colonnello Vezio Mezzetti, ha origine dal "1º Stormo Caccia Terrestre" creato a Brescia il 7 maggio 1923 dotato di Hanriot HD.1, SPAD S.VII e SPAD S.XIII.
Il reparto era formato dal 6º Gruppo di Aviano, dal 13º Gruppo caccia di Venaria Reale e dal 23º Gruppo di Cinisello Balsamo.
Durante la seconda guerra mondiale fu di stanza dal 1940 al 1942 all'aeroporto militare di Trapani-Milo e venne sciolto in seguito al proclama Badoglio dell'8 settembre 1943.
L'Aeronautica Militare il 1º maggio 1956 ricostituì il 1º Stormo Caccia Ogni Tempo dotato di North American F-86 Sabre che rimase operativa tre anni, fino a quando il 23º gruppo e tutti i caccia in carico, rimasero inquadrati nella 51ª Aerobrigata C.O.T., mentre il 6º ed il 17º Gruppo divennero I.T. 

### La 1ª Aerobrigata Intercettori
Il 1º marzo 1959, fu istituita la 1ª Aerobrigata Intercettori Teleguidati (I.T.), presso l'aeroporto di Padova con il sistema missilistico Nike, dotato inizialmente di missili Nike Ajax, successivamente integrati e sostituiti dai missili Nike Hercules.
Fu attiva fino al 24 novembre 2006, quando fu lanciato l'ultimo missile Nike Hercules e con la cessione delle competenze missilistiche al 2º Stormo.

### La brigataOperazioni speciali
Il 1º luglio 2007 con il mutato assetto geopolitico internazionale, il processo di ristrutturazione dell'Aeronautica Militare ha istituito la 1ª Brigata aerea "operazioni speciali", e con l'assunzione del 9º Stormo "Francesco Baracca" e del 17º Stormo incursori, ed è stata posta a capo delle unità devolute alla conduzione di operazioni speciali.
Il suo comando, trasferito a Roma Centocelle il 31 ottobre 2009, a partire dal 22 settembre 2014 è stato trasferito all'aeroporto di Cervia-Pisignano (RA) sede del 15º Stormo.
In data 20 gennaio 2021 Si è svolta, presso l'aeroporto militare di Furbara, la cerimonia di riorganizzazione, che ha visto la rilocazione della brigata dal sedime di Cervia a quello di Furbara ed il relativo cambio gerarchico della stessa, che è transitata alle dirette dipendenze del Comando della Squadra Aerea. A seguire ha avuto luogo la cerimonia di avvicendamento al vertice della 1ª BAOS tra il Generale di Divisione Aerea Achille Cazzaniga ed il Generale di Brigata Riccardo Rinaldi.
La brigata garantisce la supervisione dell'addestramento e il coordinamento delle sue unità con il Comando operativo interforze delle forze speciali.

## Reparti
Dalla brigata dipendono i seguenti reparti (dal 2021):
- 9º Stormo - Grazzanise (CE)
  - 21º Gruppo volo - trasporto tattico
  - Gruppo "Fucilieri dell'aria" - truppe aviotrasportate
- 17º Stormo incursori - Furbara (Roma) - forze speciali

## Comandanti
- Generale brigata aerea Roberto Lamanna (ottobre 2009 - settembre 2011)
- Generale brigata aerea Germano Quattrociocchi (settembre 2011 - settembre 2012)
- Generale brigata aerea Stefano Fort (settembre 2012 - settembre 2013)
- Generale brigata aerea Roberto Comelli (settembre 2013 - settembre 2014)
- Generale brigata aerea Francesco Saverio Agresti (settembre 2014 - settembre 2017)
- Generale divisione aerea Gianpaolo Miniscalco (settembre 2017 - gennaio 2021)
- Generale divisione aerea Riccardo Rinaldi (gennaio 2021 - ottobre 2024)
- Generale brigata aerea Diego Sismondini (attuale)

## Stemma
La tradizione vuole che sia stato disegnato da Gabriele D'Annunzio, ma non vi è nessuna prova al riguardo. Probabilmente è di D'Annunzio solo il motto Incocca, tende, scaglia.